# Franz Schubert (Operette)
Franz Schubert ist eine Operette (Originalbezeichnung: „komisches Original-Liederspiel“) in einem Akt von Franz von Suppè. Das Libretto stammt von Hans Max. Die Uraufführung fand am 10. September 1864 im Carltheater in Wien statt.

## Inhalt
Die Handlung spielt in der Hildrichmühle in der Nähe von Wien. Hierher hat sich Franz Schubert nach seinem Aufenthalt im gräflichen Haus in Ungarn in die Einsamkeit zurückgezogen. Dort bekommt er Besuch von dem Poeten Mayrhofer, dem Hofopernsänger Vogel, dem Regenschori (Chorleiter) Starker, dem Musikalienhändler Cappi und dem Tanzmeister Gruber. Gemeinsam wollen sie ihn aus unterschiedlichen Gründen dazu bewegen, nach Wien zurückzukehren. Starker will ihn als Organist engagieren, Cappi Noten von ihm drucken, Gruber schlägt gar vor, Schubert möge seine Lieder an den Nagel hängen und für ihn Walzer komponieren.
Mayrhofer hat Schubert die Müllerlieder mitgebracht und als dieser sich darin vertieft, beginnt er sofort zu komponieren.
Ein versiegelter Brief aus Ungarn trifft ein mit einer Einladung von seiner Angebeteten. Auf Drängen der Freunde verspricht Schubert, nach Wien zurückzukehren will aber andererseits gerne die Einladung nach Ungarn annehmen.
Bis dahin ist diese doch sehr fiktive Geschichte noch einigermaßen interessant und auch lustig. Beispielsweise fragt Schubert, nachdem man ihm vom Erfolg des „Erlkönig“ berichtet hat, wie es mit den „Geistern über den Wassern“ steht, worauf Meyrhofer meint, diese seien nicht über Wasser zu halten gewesen. Doch dann gibt es noch eine sehr banale Nebenhandlung um einen Liebeshändel zwischen der Müllerstochter, dem Müllerburschen und dessen Nebenbuhler, bei dem Schubert zu helfen verspricht, dies aber wieder vergisst und es dann an einen seiner Freunde delegiert, was zu einigen Verwicklungen führt. Später trifft noch eine Extrapost aus Ungarn ein, um Schubert abzuholen, die dieser aber zunächst verpasst. Am Schluss bleibt offen, ob Schubert nun die Kutsche nach Ungarn nimmt oder ob er mit seinen Freunden nach Wien zurückkehrt.

## Musik
Mit dieser Operette brachte Suppè bereits 53 Jahre vor Heinrich Berté mit seinem Dreimäderlhaus Franz Schubert als Operettenfigur auf die Bühne und verwendete wie dieser ausschließlich Musik von Schubert selbst. Otto Schneidereit kritisiert, dass Suppè wie auch später Heinrich Berté mit Schuberts Musik bedenkenlos umsprang. Aber natürlich setzte Suppè vor allem die reinen Gesangsstück mit Klavierbegleitung in den Stil seiner Zeit mit der ihm eigenen Instrumentation um. Die Wiener Presse, welche das Stück eigentlich nur wegen der „glücklich ausgewählten Musik“ für Wert befindet, zu der „der Compositeur Herr Suppé eigentlich nur den Einband besorgte“, hat ansonsten nichts an Suppès Umgang mit Schuberts Musik auszusetzen. Zwei der Kritiken berichten gar, dass das als Quartett adaptierte Forellenlied, an dem sich Schneidereit auch mokierte, vom Publikum mit Begeisterung zur Wiederholung verlangt wurde.
Suppè hat zu dieser Operette eine beachtenswerte Ouvertüre geschrieben, in der er beispielsweise das Motiv des Erlkönig leitmotivisch variiert. Die Nr. 7 der Deutschen Tänze, die bei Berté zu einem der Hauptschlager als Das Wienerlied wurde, kommt bei Suppè nur in der Ouvertüre vor.
Das Stück war trotz aller Kritik am Textbuch doch nicht ganz erfolglos und wurde noch 1922 an der Wiener Volksoper gegeben, obwohl zu dieser Zeit Bertés Dreimäderlhaus schon seit 6 Jahren seine Erfolgstour über die Bühnen der Welt angetreten hatte.
Seit 1997 gibt es von diesem Werk eine Funkfassung des WDR und seit 2014 eine CD mit dem American Symphonie Orchestra.

## Aufnahmen/Tonträger
1. Franz von Suppé – Overtures Volume 3 – Slovak State Philharmonic Orchestra – Alfred Walter – Marco Polo
2. Franz von Suppé – Franz Schubert – Operette in one act American Symphonie Orchestra – Leon Botstein (Die Aufnahme ist im einschlägigen Fachhandel nur als MP3-Download erhältlich)
3. WDR – Aufnahme vom September 1997 – Funkfassung von Dirk Schortemeier und Theodor Suna, WDR Rundfunkorchester Köln, WDR Rundfunkchor Köln, Dirigent: Helmuth Froschauer. Solisten: Josef Protschka, Hermann Prey, Anneli Pfeffer, Regina Klepper, Thomas Dewald, Hein Heidebüchel, Kay Immer, Josef Otten. (Die Aufnahme ist nur über den WDR-Mittschnittservice erhältlich)